# Kleine sparappelboorder
De kleine sparappelboorder (Dioryctria simplicella) is een vlinder uit de familie snuitmotten (Pyralidae). De wetenschappelijke naam is voor het eerst geldig gepubliceerd in 1863 door Hermann von Heinemann.
De soort komt voor in Europa.

## Synoniemen
- Dioryctria mutatella Fuchs, 1903[1]